# Diageo
Diageo plc ( /diˈædʒioʊ/ DEE-aj-EE-oh ) és una empresa multinacional britànica de begudes alcohòliques, amb seu a Londres, Anglaterra. Opera des de 132 llocs d'arreu del món. És un dels principals distribuïdors de whisky escocès i altres licors. Les destil·leries propietat de Diageo produeixen el 40 per cent de tot el whisky escocès amb més de 24 marques, com ara Johnnie Walker, J&B i Old Parr .
Les seves marques líders, a banda del whisky, son Guinness, Smirnoff, el licor Baileys, el rom Captain Morgan i la ginebra Tanqueray i Gordon's .
Diageo té la seva principal cotització a la Borsa de Londres i és un component de l'índex FTSE 100 . Té una cotització secundària a la Borsa de Nova York .

## Nom
Diageo és un nom inventat que va ser creat per la consultora de marca Wolff Olins el 1997. El nom està compost per la paraula llatina diēs, que significa "dia", i l'arrel grega geo-, que significa "terra"; i vol fer referència a l'eslògan de l'empresa "Celebrating Life, Every Day, Everywhere".

## Història

### Formació
Diageo es va formar l'any 1997 a partir de la fusió de Guinness plc i Grand Metropolitan . La seva creació va ser impulsada pels executius Anthony Greener i Philip Yea a Guinness, juntament amb George Bull i John McGrath de Grand Metropolitan. Anthony Greener va ser el primer president executiu. Les accions de Diageo van començar a negociar-se a la Borsa de Londres el 17 de desembre de 1997.

### Sortida dels actius no bàsics
Com a llegat de la fusió, Diageo era propietari d'una sèrie de marques, negocis i actius que no estaven a la categoria bàsica de begudes alcohòliques. L'empresa ha anat eliminant progressivament aquests actius per centrar-se en les begudes com a negoci principal. Això inclou la venda de la Pillsbury Company a General Mills el 2000, i la venda el 2002 de la cadena de restaurants de menjar ràpid Burger King a un consorci liderat per l'empresa nord-americana Texas Pacific per 1500 milions de dòlars EUA.
L'empresa predecessora Grand Metropolitan havia estat una important propietaria d'hotels, posseïnt el que ara és Intercontinental Hotels abans de la desinversió per fusionar-se amb Diageo, però l'empresa encara era propietària del Gleneagles Hotel a Perthshire, que havia acollit esdeveniments com la Ryder Cup i Cimera del G8 . L'any 2015 Diageo va arribar a un acord per vendre l'hotel al grup Ennismore, ja propietari dels hotels The Hoxton .
El novembre de 2016, Diageo va anunciar la seva intenció de vendre en una subhasta l'emblemàtic quadre de 1851 de Sir Edwin Landseer, El monarca de Glen, que era propietat de l'empresa, però que està cedit al Museu Nacional d'Escòcia a Edimburg des de 1999, ja que "no té cap enllaç directe amb el nostre negoci o marques", s'utilitza a l'etiqueta de la marca rival Glenfiddich, propietat de William Grant & Sons . Després d'una campanya de recaptació de fons, la pintura es va vendre a les Galeries Nacionals d'Escòcia per al voltant de la meitat del seu valor analitzat de 8 milions de lliures.

### Desinversió de cervesa i vi
L'any 2015, l'empresa va realitzar vendes importants tant en les categories de cervesa com de vi, venent la marca de cervesa Red Stripe, juntament amb interessos en altres cerveseries, i els drets de Guinness en alguns territoris a Heineken, així com la venda de la major part del seu negoci vitivinícola a Treasury Wine Estates . La venda separada del 2019 de les marques de vins restants, incloses Navarro Correas i Chalone Vineyard, va fer que Diageo sortís de la categoria.
Tot i que Diageo va adquirir el productor de cervesa sud-africà United National Breweries (UNB) l'abril de 2015 poc abans de la venda Red Stripe, la van tornar a desinvertir durant la segona meitat de 2019.
El desembre de 2023 es va especular als mitjans que Diageo sortiria completament del mercat de la cervesa, possiblement incloent la marca Guinness, però va ser desmentit per l'empresa.

### Expansió internacional
El negoci ha crescut amb les compres de negocis d'alcohol a tot el món, inclosa la copropietat el 2011 i l'adquisició completa el 2013 del fabricant xinès de baijiu Sichuan Shuijingfang Company a la Xina.
L'empresa va adquirir a més l'empresa turca de licors Mey Icki per 2100 milions de dòlars EUA el 2011, i el 2012 va seguir amb el fabricant brasiler de cachaça Ypióca per 300 milions de £, i els Indian United Spirits, que van adquirir una participació majoritària per 1280 milions de £.

### Ampliacions i inversions
El juny de 2012, Diageo va anunciar una inversió de 1000 milions de £ en la producció de whisky escocès durant els cinc anys següents, amb almenys una destil·leria nova que es construirà, diverses instal·lacions existents que s'ampliaran i la capacitat de producció global s'incrementarà entre un 30 i un 40 per cent.
El desembre de 2015, Diageo va anunciar una inversió de 10 milions de dòlars en la marca danesa Stauning, per facilitar l'expansió de la producció.
Al febrer de 2017, Diageo va anunciar plans per obrir una cerveseria Guinness i una atracció turística al Comtat de Baltimore, Maryland. La fàbrica de cervesa podria albergar fins a 300.000 visitants per any.
L'octubre de 2021, Diageo va completar una inversió de 185 milions de lliures esterlines en turisme de whisky escocès amb l'obertura real per part del príncep Carles, duc de Rothesay, del seu centre de visitants central a Edimburg, Escòcia, promovent la marca de whisky escocès combinat Johnnie Walker.
L'octubre de 2021, Diageo va anunciar plans per invertir 500 milions de dòlars per ampliar la seva fabricació a Mèxic per a la categoria tequila. La construcció de les noves instal·lacions a Jalisco, Mèxic, s'espera que comenci el 2021.
Diageo va anunciar plans per construir una cerveseria de 200 milions d'euros a Newbridge, comtat de Kildare, Irlanda el juliol de 2022. El febrer de 2024, un veí d'Athy va interposar un procediment judicial contra An Bord Pleanála que es va oposar a la decisió d'aprovar el projecte. Després de les converses de mediació amb Diageo, el repte es va retirar a l'abril.

### Expansió no alcohòlica
L'agost de 2019, Diageo va comprar la participació majoritària de Seedlip, una marca de begudes alcohòliques.
L'octubre de 2022, es va anunciar que Diageo havia adquirit la marca australiana de licors de cafè fred, Mr Black.
El setembre de 2024, es va anunciar que Diageo havia adquirit Ritual Zero Proof, una marca de licors sense alcohol.

### Canvis corporatius
El març de 2023, es va anunciar que Debra Crew succeiria a Sir Ivan Menezes com a conseller delegat de la companyia. Crew va començar el seu paper un mes abans del previst després de la mort de Menezes el 7 de juny de 2023.
El maig de 2023, es va anunciar que Diageo va proporcionar finançament per establir el British Aluminum Consortium for Advance Alloys (BACALL), un col·lectiu d'experts de la indústria que crearà una economia circular al Regne Unit.

### Adquisició i eliminació d'alcohols
El 1998, Diageo va vendre l'empresa John Dewar & Sons, Ltd., que inclou Aberfeldy, Aultmore, Craigellachie, les destil·leries Royal Brackla i la ginebra Bombay Sapphire a Bacardi Limited .
El 2001, Diageo va adquirir els negocis de licors i vins de Seagram, que incloïen Captain Morgan i el blended whisky de Seagram.
L'any 2002. Diageo va vendre rom Malibu a Allied Domecq per 560 milions de lliures (800 milions de dòlars).
El 2002, Diageo va vendre els edificis i continguts sense usar de la destil·leria Rosebank a British Waterways .
Diageo va adquirir una participació del 50% en el tequila Don Julio a través d'una empresa conjunta amb el propietari Jose Cuervo, per la qual va pagar 100 milions de dòlars EUA el 2003. Més tard van obtenir la propietat total de la marca després d'acordar vendre el whisky irlandès Bushmills a Proximo Spirits, que des de llavors havia adquirit Jose Cuervo, a canvi de 408 milions de dòlars EUA, i plena propietat de la marca de tequila.
L'any 2004, Diageo va vendre els edificis i el contingut de la destil·leria Coleburn inactius als Winchester Brothers amb plans per transformar el recinte de la destil·leria en un complex de whisky.
Diageo va establir una relació amb el raper Sean Combs en una "empresa a parts iguals" el 2007 per promocionar la marca de vodka Cîroc, i això va provocar la compra conjunta de la marca DeLeón Tequila el 2013. L'associació es va rescindir el 2024 després d'una disputa legal, deixant a Diageo l'únic propietari d'ambdues marques.
El 2007, Diageo va vendre els edificis i els continguts de la destil·leria de Port Charlotte inactius a The Bruichladdich Distillery Co. Ltd.
El 2010, Diageo va obrir la destil·leria Roseisle amb un cost de 40 milions de lliures.
El 2010, Diageo va tancar la destil·leria de gra de Port Dundas que va ser enderrocada el 2011.
El març de 2016, l'empresa va vendre Grand Marnier, un licor a base de conyac i taronja amarga, a l'empresa italiana de begudes Campari Group .
El juny de 2017, Diageo va adquirir la marca de tequila Casamigos, un tequila amb seu als Estats Units, llançat el 2013.
El novembre de 2018, Diageo va vendre la marca de whisky de Seagram, juntament amb Myers's Rum, Popov vodka, Booth's Gin, Goldschläger, Yukon Jack, Sambuca i 11 marques més a la Sazerac Company per 550 milions de dòlars EUA, però va mantenir la marca Seven Crown de Seagram .
El setembre de 2022, Diageo va vendre la marca Archers a De Kuyper Royal Distillers.
El novembre de 2022, es va anunciar que Diageo adquiriria Balcones Distilling, una destil·leria de whisky amb seu a Texas .
L'octubre de 2023, Diageo va vendre Windsor Global, propietari de la marca escocesa Windsor, a la firma de capital privat PT W Co de Corea del Sud, patrocinada per Pine Tree Investment & Management Co.
El febrer de 2024, un informe afirmava que Diageo buscava vendre les marques Pimm's, Safari i Pampero Rum . Tant el rom Safari com el Pampero es van vendre el juliol de 2024.
El 19 de març de 2024, Diageo va reobrir la destil·leria Port Ellen després de 40 anys de tancament i una restauració de 185 milions de lliures esterlines (235 milions de dòlars EUA).
El novembre de 2024, l'empresa va formar Diageo Luxury Group, una nova divisió de luxe per combinar els seus licors  i experiències de luxe, amb marques com Brora, Port Ellen i les 15 cases de marca i experiències de destil·ladors de la companyia. La companyia va dir que també ajudaria a créixer Justerini & Brooks .

## Seu central

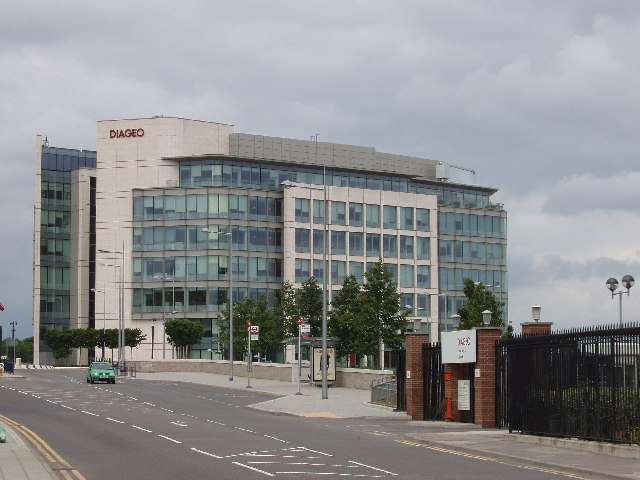
La seu central de Diageo entre 1996 i 2022 a Park Royal, a l'oest de Londres, el 2005.

L'oficina central de Diageo es troba a Great Marlborough Street, Londres després de traslladar-se el 2022 de la seva ubicació anterior a Park Royal, districte londinenc de Brent, al lloc d'una antiga fàbrica de cervesa Guinness que havia tancat el 2004 després de produir cervesa des de 1936. L'anterior instal·lació de l'oficina central de Diageo es trobava a Henrietta Place, al districte de Marylebone de la ciutat de Westminster a Londres, des de 1996. El 2009, Diageo va anunciar que tancava les instal·lacions d'Henrietta Place com a part d'un programa de reducció de costos i va traslladar els seus empleats al lloc de Park Royal.
Diageo opera a 180 països de cinc regions: Europa, Amèrica del Nord, Amèrica Llatina, el Carib, Àsia-Pacífic i Àfrica.

## Operacions
Diageo també té una participació del 34% a la divisió de begudes Moet Hennessy de l'empresa francesa de productes de luxe LVMH .
El 2017, l'empresa va ser guardonada amb el primer lloc a l'índex de bon govern de l'Institut de Directors i el Chartered Quality Institute .

## Destil·leries de whisky
Diageo opera moltes destil·leries de whisky a Escòcia i arreu del món:

### Destil·leries de malta de whisky escocès
- Destil·leria Auchroisk
- Destil·leria Benrinnes
- Destil·leria Blair Athol
- Destil·leria Brora
- Destil·leria Caol Ila
- Destil·leria Cardhu
- Destil·leria Clynelish
- Destil·leria Cragganmore
- Destil·leria Dailuaine
- Destil·leria Dalwhinnie
- Destil·leria Dufftown
- Destil·leria Glendullan
- Destil·leria Glen Elgin
- Destil·leria Glenkinchie
- Destil·leria Glen Ord
- Destil·leria Glen Spey
- Destil·leria Inchgower
- Destil·leria Knockando
- Destil·leria Lagavulin
- Destil·leria Leven
- Destil·leria Linkwood
- Destil·leria Mannochmore
- Destil·leria Mortlach
- Destil·leria Oban
- Destil·leria Port Ellen
- Destil·leria Roseisle
- Destil·leria Royal Lochnagar
- Destil·leria Strathmill
- Destil·leria Talisker
- Destil·leria Teaninich

### Destil·leries de gra de whisky escocès
- Destil·leria de gra de Cameronbridge
- Destil·leria de gra del nord de la Gran Bretanya

### Destil·leries de whisky irlandès
Destil·leria Roe & Co

### Destil·leries de whisky americanes
- Destil·leria Bulleit
- Destil·leria George Dickel

## Marques
Les marques de begudes de Diageo son:
- Whisky escocès:
  - Whisky escocès single malt: Auchroisk, Benrinnes, Blair Athol, Brora, Caol Ila, Cardhu, Clynelish, Cragganmore, Dailuaine, Dalwhinnie, Dufftown, Glendullan, Glen Elgin, Glenkinchie, Glen Ord, Glen Spey, Inchgower, Knockando, Lagavulin, Linkwood, Mannochmore, Mortlach, Oban, Port Ellen, Roseisle, Royal Lochnagar, Singleton, Strathmill, Talisker, Teaninich.
  - Whisky escocès barrejat: Bell's, Black & White, Buchanan's, Haig, Johnnie Walker, J&B, Logan, Old Parr, Vat 69, White Horse.
- Whisky anglès: The Oxford Artisan Distillery[86]
- Whisky irlandès: Roe & Co
- Whisky americà: Bulleit, George Dickel, Seagram's Seven Crown, Balcones[87]
- Whisky canadenc: Crown Royal
- Baijiu: Shui Jing Fang[88]
- Cervesa: Guinness, Guinness Black Lager, Guinness Foreign Extra Stout, Harp Lager, Hop House 13, Kilkenny, Smithwick's, Tusker[89]
- Brandy: Cîroc VS
- Cachaça: Ypióca
- Cidra: Rockshore Apple Cider[90]
- Ginebra: Aviation Gin, Gilbey's, Gordon's, Tanqueray
- Hard seltzer: Rockshore Hard seltzer[91]
- Licor: Venturo Aperitivo Mediterraneo, Baileys, Pimm's, Sheridan's
- Begudes combinades: Smirnoff Cocktails
- Rakı: Altınbaş, Civan Rakı, İzmir Rakısı, Kulüp Rakı, Tayfa Rakı, Tekirdağ Rakısı, Yeni Rakı[92]
- Rom: Bundaberg, Cacique, Captain Morgan, Zacapa
- Tequila: 21 Seeds, Astral, Casamigos, DeLeón, Don Julio
- Vodka: Cîroc, Ketel One, Smirnoff
- Vi: Justerini & Brooks (produced by Diageo); Dom Pérignon, Moët & Chandon, Veuve Clicquot (Tot produït per Moët Hennessy, una joint venture entre Diageo (34%) iLVMH Moët Hennessy Louis Vuitton S.A. (66%))
- Licors sense alcohol: Seedlip, Mr Black, Ritual Zero Proof, Tanqueray 0.0

## Premis i classificacions
El 2016, Diageo va ocupar l'11è lloc de 4.255 empreses a tot el món per diversitat i inclusió a l'índex de diversitat i inclusió (D&I) de Thomson Reuters.
El juny de 2023, la filial de la companyia, la destil·leria Mortlach a Moray, Escòcia, va rebre el premi "Whisky of the Year" al Concurs Internacional de Whisky anual pel seu Gordon & MacPhail Connoisseurs Choice 1989 Mortlach single malt Scotch.

## Polèmiques i qüestions legals

### Crítica
El desembre de 2003, Diageo va generar certa controvèrsia per la seva decisió de canviar el seu whisky escocès de la marca Cardhu d'un single malt a un blended malt tot conservant el nom original i l'estil d'ampolla. Diageo va prendre aquesta acció perquè no disposava de reserves suficients per atendre la demanda del mercat espanyol, on Cardhu havia tingut èxit. Després d'una reunió de productors, Diageo va acceptar fer canvis. El 2006, la marca Cardhu va tornar a ser una single malt.
El maig de 2012, la cerveseria artesana escocesa BrewDog va revelar que Diageo havia amenaçat amb retirar els fons dels premis anuals del British Institute of Innkeeping Scotland si BrewDog havia de ser nomenat guanyador del premi al millor operador de bar. Diageo es va veure obligat a demanar disculpes.
El març de 2015, Diageo va llançar una campanya publicitària que mostrava una dona jove plorant després d'una nit, mentre una dona gran, probablement la seva mare, la mirava des de la porta, i el text: "Qui segueix els teus passos? Beguda sense control. té conseqüències". L'anunci probablement implicava que la noia havia estat agredida de camí a casa, com a conseqüència de la seva beguda aquella nit. El director de Rape Crisis Network Ireland va dir que Diageo "culpa a les víctimes de violència sexual dels crims que s'han comès contra elles. Aquest és un missatge nociu, regressiu i ferint que s'adreça als vulnerables".

### Tancaments i trasllats de fàbriques

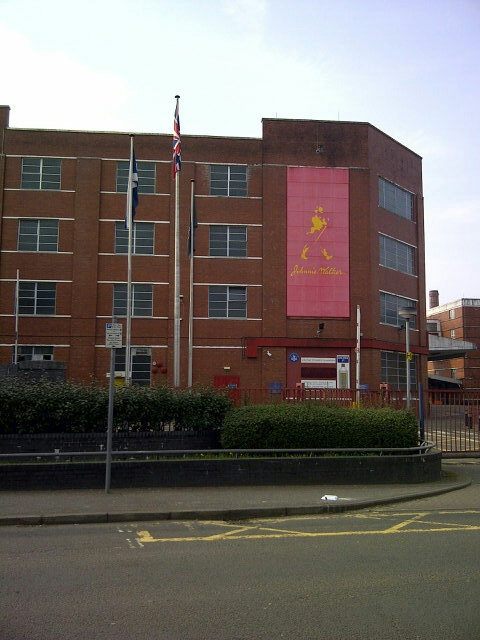
Diageo va rebre una gran reacció del públic i del govern escocès per la seva controvertida decisió del 2009 de tancar la producció de Johnnie Walker a Kilmarnock, bressol del fundador i centre de producció de la marca des de 1820.

El juliol de 2009, Diageo va anunciar que, després de gairebé 200 anys d'associació amb la ciutat de Kilmarnock, Escòcia, tancarien la planta de mescla i embotellament de Johnnie Walker com a part d'una reestructuració del negoci, amb el treball traslladat a Diageo. altres dos llocs a Shieldhall i Leven . Faria 700 treballadors a l'atur i va provocar indignació de la premsa, la gent local i els polítics. Una campanya contra la decisió va ser llançada pel MSP local de l'SNP Willie Coffey i el parlamentari laborista Des Browne . Es va redactar una petició contra els plans, que també implicava el tancament de la històrica destil·leria de gra Port Dundas a Glasgow. La planta de Johnnie Walker a Kilmarnock va tancar les portes el març de 2012 i els edificis van ser posteriorment enderrocats un any després.
L'abril de 2011, la Coalició Nacional de Puerto Rico va planejar publicar una sèrie d'anuncis a la ciutat de Nova York i Puerto Rico instar a un boicot a les begudes alcohòliques propietat de Diageo per protestar pel moviment de producció de la corporació del seu rom Captain Morgan de Puerto Rico a la Verge dels Estats Units. Islands, que li proporcionarà 2700 milions de dòlars EUA en beneficis fiscals durant 30 anys.

### Aspectes normatius
L'agost de 2011, Diageo va acceptar pagar més de 16 milions de dòlars EUA per liquidar els càrrecs reguladors civils dels Estats Units que va fer pagaments indeguts a funcionaris estrangers. Els reguladors van acusar l'empresa britànica de violar la Llei de pràctiques corruptes a l'estranger dels EUA a través de les seves filials per obtenir vendes lucratives i beneficis fiscals per als seus whiskies escocesos Johnnie Walker i Windsor i altres marques.
El gener de 2020, Diageo va acceptar pagar 5 milions de dòlars EUA per resoldre els càrrecs presentats per la Comissió de Borsa i Valors dels Estats Units que al·legava que l'empresa havia pressionat els distribuïdors perquè compressin productes superiors a la demanda per tal d'assolir els objectius de rendiment.
- La planta de Gimli de Diageo a Gimli, Manitoba, Canada,  la planta de subministrament mundial de Crown Royal (el whisky canadenc més venut als Estats Units[110])
- Destil·leria de Caol Ila a la Isle of Islay, Escòcia
- Cerveseria St James Gate Guinness a Dublin, Irlanda